# Pepsi Number Fever
La Pepsi Fever Number, también conocida como Incidente 349, fue una promoción realizada por PepsiCo en Filipinas en 1992, la cual generó disturbios y la muertes de al menos cinco personas.

## Promoción
En febrero de 1992, Pepsi Filipinas (PCPPI) anunció que  imprimirían números, que iban del 001 a 999, dentro de las tapas de botellas de Pepsi, 7-Up, Mirinda y Mountain Dew. Algunos números podían ser canjeados por premios, que variaban entre 100 pesos filipinos (aproximadamente 4 dólares estadounidenses) y 1 millón de pesos filipinos, que era el gran premio (aproximadamente $40,000 dólares estadounidenses en 1992), equivalente a aproximadamente 23 años de ganancias en 118 pesos por día, el salario mínimo en Filipinas en aquel tiempo. Pepsi Destinó un total de 2 millones de dólares para premios. El especialista de marketing Pedro Vergara basó Pepsi Number Fever en promociones moderadamente exitosas que habían sido realizadas anteriormente en el área geográfica de especialización de Vergara, América Latina.
Pepsi Number Fever fue un rotundo éxito al principio, y aumentó la cuota de mercado de Pepsi del 4% a un 24.9%. Los números ganadores eran anunciados en televisión todas las noches. En mayo, 51,000 premios fueron canjeados, incluyendo 17 grandes premios.

## Número 349
El 25 de mayo, la transmisión nocturna de ABS-CBN Channel 2 anunció que número ganador del gran premio para ese día era el 349. PepsiCo controlaba estrictamente las tapas de botellas ganadoras del gran premio; se habían producido dos botellas con tapas con el número ganador de aquel día impreso en su interior, así como un código de seguridad para su confirmación. Aunque, debido a un error informático, se habían impreso 800.000 tapas con ese número(pero sin el código de seguridad). En teoría, estas tapas de botella acumulaban un valor de 32.000 millones de dólares estadounidenses.
Miles de filipinos corrieron a las plantas de producción de Pepsi para canjear sus premios. Pepsi Filipinas respondió que las tapas impresas por error no tenían el código de confirmación, por lo tanto, no podían ser canjeados. Después de una reunión de emergencia de ejecutivos de PepsiCo y Pepsi Filipinas a las 3:00 a. m., la compañía ofreció 500 pesos (18 dólares) a poseedores de tapas impresas erróneamente, como "gesto de buena voluntad ". Esta oferta fue aceptada por 486,170 personas, costándole a Pepsi aproximadamente 8,9 millones de dólares (240 millones de pesos filipinos).
Muchos poseedores de tapas con el número 349 furiosos negaron la oferta de Pepsi Filipinas. Formaron un grupo, conocido como la Alianza 349, que organizaron un boicot a los productos de Pepsi, y realizaron protestas fuera de las oficinas de Pepsi Filipinas y el gobierno filipino. La mayoría de las protestas eran pacíficas, pero tres trabajadores de Pepsi Filipinas fueron asesinados por una granada arrojada a un almacén en Gran Dávao, y una madre y su hijo fueron asesinados en Manila un 13 de febrero de 1992, por una granada lanzada a un camión de Pepsi. Ejecutivos de Pepsi Filipinas recibieron amenazas de muerte, y hasta 37 camiones de la compañía sufrieron daños por ser empujados, apedreados o quemados. Algunos acusaron a PepsiCo de contratar mercenarios para planear los ataques, con el fin de señalar a los protestantes de terroristas. Sin embargo, la entonces senadora Gloria Macapagal-Arroyo sugirió que los ataques eran perpetrados por embotelladores rivales que intentaban aprovechar la vulnerabilidad de Pepsi Filipinas.

## Acción legal
Aproximadamente 22,000 personas tomaron acciones legales en contra de PepsiCo; se presentaron al menos 689 demandas civiles y 5,200 denuncias penales por fraude y engaño. El 24 de junio de 1996, un tribunal otorgó a los demandantes 10,000 pesos (aproximadamente 380 dólares) bajo concepto de "daños morales". Tres demandantes insatisfechos apelaron y el 3 de julio de 2001 el tribunal les otorgó 30,000 pesos (aproximadamente 570 dólares) a cada uno. Pepsi Filipinas apeló esta decisión. La demanda llegaría a la Corte Suprema, que en 2006 dictaminó que "Pepsi Filipinas no está obligada a pagar las cantidades impresas en las tapas a sus poseedores. Ni es responsable de los daños que produzcan las mismas", y que "los asuntos relacionados con el incidente del 349 han quedado a un lado y no deben ser molestadas más en esta decisión."